# 콜렉션 (영화)
《콜렉션》(영어: The Collection)은 2012년 공개된 미국의 액션 공포 영화로, 《콜렉터》의 속편이다.

## 줄거리
일레니아는 절친인 미시, 조시와 비밀스런 지하 창고 클럽 파티에 가게 된다. 클럽에서 우연히 발견한 빨간 트렁크를 열자 의문의 피투성이가 된 남자가 튀어 나오면서 그로 인해 끝없는 살육을 알리는 트랩이 가동된다. 인간을 ‘수집’하는 싸이코 패스가 작동시키는 살인 트랩에 의해 파티장은 순식간에 아비규환이 되고, 파티를 즐기던 젊은이들은 모두 ‘콜렉터’의 수집품 일부가 되고 만다. 일레니아는 최후의 생존자로 남게 되지만, 결국 콜렉터에게 납치된다. 빨간 트렁크에 갇혀 있던 아킨과 특수팀은 일레니아를 구하기 위해 살인마의 소굴로 들어가고, 미로처럼 얽혀 있는 살인 트랩과 역사상 가장 지능적인 ‘콜렉터’와의 숨막히는 두뇌 싸움이 시작되는데…

## 출연
- 조시 스튜어트 - 아킨 역
- 에마 피츠패트릭 - 일레니아 역
- 크리스토퍼 맥도널드 - 피터스 씨 역
- 리 터거슨 - 루첼로 역
- 팀 그리핀 - 드레이 역
- 안드레이 로이오 - 월리 역
- 섀넌 케인 - 패즈 역
- 에린 웨이 - 애비 역
- 조해나 브래디 - 미시 역
- 마이클 나델리 - 조시 역
- 윌리엄 펠츠 - 브라이언 역
- 나비 라왓 - 리사 역
- 대니얼 샤먼 - 배질 역

## 기타 제작진
- 공동 제작: 크리스토퍼 록하트, 토드 얼먼
- 배역: 조지프 미들턴
- 미술: 그레이엄 그레이스 워커
- 분장 부문: 빈센트 기디언, 제이미 그로브, 에이드리엔 린, 마이크 J. 리건, 게리 J. 투니클리프
- 조감독: 메리 베스 체임버스, 얼리사 프레더릭스